# Psanec Josey Wales
Psanec Josey Wales (v originálu The Outlaw Josey Wales) je americký western z roku 1976. Film režíroval Clint Eastwood, proslulý rolemi neohrožených hrdinů Divokého západu, který zde hrál také titulní roli. Příběh je zasazen do neklidného období Ameriky po skončení občanské války Severu proti Jihu. Josey Wales, který byl na straně Jihu, musí nyní prchat před zastánci Severu, kterým se chtěl spolu s ostatními členy jeho skupiny vzdát a kteří je zradili.
Hudbu k tomuto snímku vytvořil Jerry Fielding a získala nominaci na cenu Akademie - Oscara.

## Obsah filmu
Příběh vypráví o muži jménem Josey Wales. Kdysi to býval osadník a žil poklidně se svou rodinou, dokud ji vyvraždila jednotka Unie, známý jako "Červené kamaše z Kansasu" a tak se Wales přidal na stranu Konfederace do skupiny partyzánů, složené z kovbojů a zálesáků, vedené Bloody Billem Andersonem. Po prohře Konfederace jim jejich velitel Fletcher nabídne, aby se vzdali a nakonec tedy přijedou do tábora Severu. Byli ale zrazeni a jejich velitel Unie je nechá postřílet. Unikne jen Josey Wales a mladý, těžce zraněný Jamie. Oba musí i přes zranění prchat, protože se z nich stali štvanci a je na ně vypsána odměna. Když už se po mnohých společně překonaných nebezpečí zdá, že se Walesův přítel uzdraví, zemře a Josey na čas prchá sám. Pak se k němu přidá indián Osamělý Watie, který ale patří k těm, kteří se přizpůsobili bělochům, mladá indiánka Moonlight, kterou Josey zachrání a malý pes. Spolu pak chtějí zachránit mladou Lauru Lee a její rodinu se ztřeštěnou babičkou Sárou, které unesli mexičtí zločinci, známý jako "Komančéři" a chtějí je předat indiánům Komančům. Přitom je ale Lone Watie také zajat a Josey musí čelit nepřátelům sám, nakonec však zvítězí. Se zachráněnou rodinou a skupinou dalších lidí, s nimiž se spřátelí, zůstanou i nadále a pomohou jim proti indiánům, jež je chtějí vyhnat z chaty, kde se usadili. Po bojích s nimi Josey vyjedná, že nechají chatu na pokoji. Josey se také zamiluje do Laury, protože se ale nechce na nikoho vázat, odjede. Když se po čase vrátí, najde zde muže, kteří po něm stále pátrají. Jeden z nich je jeho bývalý velitel ze skupiny Konfederace - Fletcher - a nenápadně se Walesovi omluví. Josey pak se slovy "Tuhle proklatou válku jsme tak nějak prohráli všichni" odejde a se sluncem v zádech odjíždí.

## Obsazení
| Clint Eastwood   | Josey Wales  |
| Chief Dan George | Lone Watie   |
| John Vernon      | Fletcher     |
| Sondra Loche     | Laura Lee    |
| Paula Treuman    | babička Sára |
| Sam Bottoms      | Jamie        |
| Geraldine Keams  | Moonlight    |
| Joyce Jameson    | Rose         |
| Bill McKinney    | Terril       |

## Zajímavosti
- Při natáčení se Clint Eastwood sblížil se svou hereckou kolegyní Sondre Loche a zamilovali se do sebe. Společně si pak zahráli i v několika dalších filmech.
- Film měl režírovat původně jiný režisér než Eastwood, ale protože se s Eastwoodem nepohodli ohledně děje, tak ho Clint vystřídal.
- Psanec Josey Wales byl natočen podle knihy Foresta Cartera Odešel na západ, který ji napsal podle skutečného muže Billa Wilsona.